# Mitchel Bakker
Mitchel Bakker (Purmerend, 20 de junho de 2000) é um futebolista neerlandês que atua como zagueiro ou lateral-esquerdo. Atualmente joga pela Atalanta.

## Carreira
Bakker chegou ao Ajax em 2010, permanecendo nas categorias de base até 2017, quando foi promovido à equipe B. Estreou profissionalmente no time principal um jogo da Copa dos Países Baixos em setembro de 2018, na vitória por 7 a 0 sobre o HVV Te Werve. Foi ainda utilizado na partida contra o Go Ahead Eagles (também pela Copa), no mês seguinte. No Jong Ajax, disputou 37 jogos e foi campeão da Eerste Divisie de 2017–18.
Não chegou a jogar nenhuma vez pela equipe principal do Ajax na primeira divisão em 2018–19, deixando o clube pouco depois e assinando sem custos com o Paris Saint-Germain, estreando apenas em janeiro de 2020 contra o Pau FC, em jogo válido pela Copa da França, e disputou sua primeira partida na Ligue 1 em fevereiro, no empate em 4 a 4 com o Amiens.
Em junho, o lateral-esquerdo foi nomeado um dos candidatos ao prêmio Golden Boy do jornal italiano Tuttosport, juntamente com outros 2 companheiros de equipe. Jogou ainda as finais da Copa nacional e da Copa da Liga Francesa, além da Supercopa, todas vencidas pelo PSG, ficando posteriormente entre os 20 finalistas do prêmio Golden Boy.

## Carreira internacional
Desde 2014, Bakker defende as seleções de base dos Países Baixos, entre as categorias Sub-15 e Sub-21, onde atua desde 2020.

## Títulos
Paris Saint-Germain
- Ligue 1: 2019–20[9]
- Supercopa da França: 2020
- Copa da Liga Francesa: 2019–20[10]
- Copa da França: 2019–20,[11] 2020–21

Jong Ajax
- Eerste Divisie: 2018–19

Atalanta
- Liga Europa da UEFA: 2023–24